# 今年もこうして二人でクリスマスを祝う
「今年もこうして二人でクリスマスを祝う」（ことしもこうしてふたりでクリスマスをいわう）は、1999年11月25日に発売されたKAN27作目のシングル。
髙島屋「クリスマスキャンペーン」CMソング。本作より12cmCDシングル規格でリリース。ワーナーミュージック・ジャパンからの最後のリリース。

## 収録曲
1. 今年もこうして二人でクリスマスを祝う
  - 作詞・作曲：KAN　編曲：松本晃彦・KAN
2. 天使 ANGEL （Bon Marché）
  - 作詞・作曲：Veau　編曲：Bon Marché
3. 迷宮 LABYRINTH （Bon Marché）
  - 作詞・作曲：Veau　編曲：Bon Marché